# Mešihat
Mešihat ( tur. meşihat ← arap. mäšīḫa ) je pojam u islamu kojim označavamo starješinstvo pokrajinske islamske zajednice. Drugo značenje je teritorijalna jedinica kojom upravlja to starješinstvo. Mešihatom nazivamo i ured toga starješinstva.
Islamska zajednica u Hrvatskoj je mešihat Islamske zajednice u Bosni i Hercegovini, koja predstavlja najviši vjerski i administrativni organ muslimana u Hrvatskoj.